# Mariano Hugo di Windisch-Graetz
Mariano Hugo di Windisch-Graetz (Trieste, 27 luglio 1955) è un principe e diplomatico austriaco, dal 2006 al 2011 ambasciatore del Sovrano Militare Ordine di Malta in Slovacchia ed attuale ambasciatore presso la Slovenia.

## Biografia
Nato a Trieste, è il primogenito del Principe Maximilian Antonius e di Donna Maria Luisa Serra di Gerace figlia di Don Gianbattista Serra, XII Principe di Gerace e Donna Maria Grazia Carafa d’Andria. Ha due sorelle e un fratello: Christiana di Windisch-Graetz sposata con Don Augusto Ruffo di Calabria (nipote della Regina Paola del Belgio), Maximiliane di Windisch-Graetz sposata col Principe Heinrich di Fürstenberg e Manfred di Windisch-Graetz sposato con Maria Vittoria Lepri di Rota.
Ha frequentato un istituto lasalliano a Roma e successivamente ha studiato presso l’Università di Buckingham dove si diploma in filosofia, scienze politiche ed economia.
Nel 1976, alla morte del padre, diventa capo della famiglia Windisch-Graetz. Dal 1984 è membro di alcune commissioni ed enti della Chiesa cattolica. Il 19 dicembre 1987 viene nominato gentiluomo di sua santità da papa Giovanni Paolo II.
L'11 febbraio 1990 sposa a Salisburgo l'arciduchessa Sofia d'Austria dalla quale ha tre figli. Nel 1992 partecipa, attraverso attività diplomatiche, alla liberazione della Slovenia e aiuta il rilancio dei nuovi rapporti internazionali del paese. Nel luglio del 1995, organizza un vertice per la normalizzazione dei rapporti tra Italia e Slovenia tra il ministro degli esteri Italiano ed il primo ministro della Slovenia che diede luogo al successivo accordo del 1996 di Roma.
Nel 1997 costituisce la Fondazione Windisch-Graetz per aiuti alla Chiesa cattolica ed umanitari. Istituisce un fondo per aiutare e curare i bambini mutilati nei paesi in guerra della ex Iugoslavia.

### Attività
Nel 2000 Ottone d'Asburgo-Lorena gli conferisce il Toson d'oro.
Nel 2003 viene nominato dall'Ordine di Malta, ambasciatore straordinario e plenipotenziario accreditato presso la Repubblica di Slovacchia al cui Presidente della Repubblica presenta le proprie credenziali il 23 di ottobre 2003.
Il 6 dicembre 2006 viene nominato dal Sovrano Militare Ordine di Malta ambasciatore straordinario e plenipotenziario accreditato presso la Repubblica di Slovenia ed è tuttora in carica.
Nel febbraio 2009 il cardinale Renato Raffaele Martino lo nomina consigliere della Fondazione di San Matteo.
È consigliere della Fondazione Vaticana Centro Internazionale Famiglia di Nazareth
È consigliere generale del comitato esecutivo del St. Peter's Order - Ordine San Pietro
Dal 2022 è membro del Sovrano Consiglio dell'Ordine di Malta.

## Ascendenza
|                                          |                               |                                                              | Genitori                                                 |  |  | Nonni |  |  | Bisnonni                                               |  |  | Trisnonni                                        |  |
|                                          |                               |                                                              |                                                          |  |  |       |  |  | 8. Weriand Alexander Wilhelm Alfred von Windisch-Grätz |  |  | 16. Hugo Alfred Adolf Philipp von Windisch-Grätz |  |
|                                          |                               |                                                              |                                                          |  |  |       |  |  | 8. Weriand Alexander Wilhelm Alfred von Windisch-Grätz |  |  | 16. Hugo Alfred Adolf Philipp von Windisch-Grätz |  |
|                                          |                               | 17. Luise Marie Helene von Mecklenburg-Schwerin              |                                                          |  |  |       |  |  | 8. Weriand Alexander Wilhelm Alfred von Windisch-Grätz |  |  |                                                  |  |
| 4. Hugo Vinzenz zu Windisch-Grätz        |                               |                                                              |                                                          |  |  |       |  |  | 8. Weriand Alexander Wilhelm Alfred von Windisch-Grätz |  |  |                                                  |  |
|                                          |                               | 9. Marie Christiane Caroline Adelheid von Auersperg          | 18. Vincenz Karel Josef Gabriel von Auersperg            |  |  |       |  |  |                                                        |  |  |                                                  |  |
|                                          |                               | 9. Marie Christiane Caroline Adelheid von Auersperg          | 18. Vincenz Karel Josef Gabriel von Auersperg            |  |  |       |  |  |                                                        |  |  |                                                  |  |
|                                          |                               | 9. Marie Christiane Caroline Adelheid von Auersperg          | 19. Wilhelmine Josephine Adelaide von Colloredo Mansfeld |  |  |       |  |  |                                                        |  |  |                                                  |  |
| 2. Maximilian zu Windisch-Grätz          |                               | 9. Marie Christiane Caroline Adelheid von Auersperg          |                                                          |  |  |       |  |  |                                                        |  |  |                                                  |  |
|                                          |                               | 10. Maximilian Egon II zu Fürstenberg                        | 20. Maximilian Egon I zu Fürstenberg                     |  |  |       |  |  |                                                        |  |  |                                                  |  |
|                                          |                               | 10. Maximilian Egon II zu Fürstenberg                        | 20. Maximilian Egon I zu Fürstenberg                     |  |  |       |  |  |                                                        |  |  |                                                  |  |
|                                          |                               | 10. Maximilian Egon II zu Fürstenberg                        | 21. Leontine Antonie Marie von Khevenhüller-Metsch       |  |  |       |  |  |                                                        |  |  |                                                  |  |
| 5. Leontine von Fürstenberg              |                               | 10. Maximilian Egon II zu Fürstenberg                        |                                                          |  |  |       |  |  |                                                        |  |  |                                                  |  |
|                                          |                               | 11. Irma Caroline Gabrielle Celestine von Schönborn-Buchheim | 22. Erwein Friedrich Karl von Schönborn-Buchheim         |  |  |       |  |  |                                                        |  |  |                                                  |  |
|                                          |                               | 11. Irma Caroline Gabrielle Celestine von Schönborn-Buchheim | 22. Erwein Friedrich Karl von Schönborn-Buchheim         |  |  |       |  |  |                                                        |  |  |                                                  |  |
|                                          |                               | 11. Irma Caroline Gabrielle Celestine von Schönborn-Buchheim | 23. Franziska von Trauttmansdorff-Weinsberg              |  |  |       |  |  |                                                        |  |  |                                                  |  |
| 1. Mariano Hugo zu Windisch-Grätz        |                               | 11. Irma Caroline Gabrielle Celestine von Schönborn-Buchheim |                                                          |  |  |       |  |  |                                                        |  |  |                                                  |  |
|                                          | 12. Francesco Serra di Gerace | 24. Giovanni Battista Serra di Gerace                        |                                                          |  |  |       |  |  |                                                        |  |  |                                                  |  |
|                                          | 12. Francesco Serra di Gerace | 24. Giovanni Battista Serra di Gerace                        |                                                          |  |  |       |  |  |                                                        |  |  |                                                  |  |
|                                          | 12. Francesco Serra di Gerace | 25. Teresa Carafa Cantelmo-Stuart                            |                                                          |  |  |       |  |  |                                                        |  |  |                                                  |  |
| 6. Giovanni Battista Serra di Gerace     | 12. Francesco Serra di Gerace |                                                              |                                                          |  |  |       |  |  |                                                        |  |  |                                                  |  |
|                                          |                               | 13. Sara Álvarez-Calderón Flores-Chinarro                    | 26. Andrea Álvarez Calderón                              |  |  |       |  |  |                                                        |  |  |                                                  |  |
|                                          |                               | 13. Sara Álvarez-Calderón Flores-Chinarro                    | 26. Andrea Álvarez Calderón                              |  |  |       |  |  |                                                        |  |  |                                                  |  |
|                                          |                               | 13. Sara Álvarez-Calderón Flores-Chinarro                    | 27. Augustina Flores Chinarro                            |  |  |       |  |  |                                                        |  |  |                                                  |  |
| 3. Maria Luisa Serra di Carafa di Gerace |                               | 13. Sara Álvarez-Calderón Flores-Chinarro                    |                                                          |  |  |       |  |  |                                                        |  |  |                                                  |  |
|                                          |                               | 14. Giovanni Battista Carafa d'Andria                        | 28. Ferdinando Carafa d'Andria                           |  |  |       |  |  |                                                        |  |  |                                                  |  |
|                                          |                               | 14. Giovanni Battista Carafa d'Andria                        | 28. Ferdinando Carafa d'Andria                           |  |  |       |  |  |                                                        |  |  |                                                  |  |
|                                          |                               | 14. Giovanni Battista Carafa d'Andria                        | 29. Grazia Serra di Cassano                              |  |  |       |  |  |                                                        |  |  |                                                  |  |
| 7. Maria Grazia Carafa d'Andria          |                               | 14. Giovanni Battista Carafa d'Andria                        |                                                          |  |  |       |  |  |                                                        |  |  |                                                  |  |
|                                          |                               | 15. Augusta del Medico                                       | 30. Andrea del Medico                                    |  |  |       |  |  |                                                        |  |  |                                                  |  |
|                                          |                               | 15. Augusta del Medico                                       | 30. Andrea del Medico                                    |  |  |       |  |  |                                                        |  |  |                                                  |  |
|                                          |                               | 15. Augusta del Medico                                       | 31. Erminia Pio di Savoia                                |  |  |       |  |  |                                                        |  |  |                                                  |  |
|                                          |                               | 15. Augusta del Medico                                       |                                                          |  |  |       |  |  |                                                        |  |  |                                                  |  |